# Roock Racing
Roock Racing – niemiecki zespół wyścigowy, założony w 1984 roku przez braci Fabiana oraz Michaela Roocka z bazą w Leverkusen. W historii startów ekipa pojawiała się w stawce BPR Global GT Series, FIA GT Championship, 24-godzinnego wyścigu Le Mans, Niemieckiego Pucharu Porsche Carrera, Porsche Supercup oraz  American Le Mans Series.
W 1999 roku Fabian Roock założył przedsiębiorstwo tuningu samochodów wyścigowych Roock Autosport specjalizujące się rozwojem samochodów Porsche.